# 森山良子 やさしい気持ち
『森山良子 やさしい気持ち』（もりやまりょうこ やさしいきもち）は、JFNCのラジオ番組。

## 概要
- 2006年10月放送開始。

## 出演
- 森山良子

## 関連番組
- LEGENDS